# Dekanat Szentendre
Dekanat Szentendre – jeden z 16 dekanatów rzymskokatolickiej archidiecezji ostrzyhomsko-budapeszteńskiej na Węgrzech. 
Według stanu na kwiecień 2018 w skład dekanatu Szentendre wchodziło 15 parafii rzymskokatolickich. 

## Lista parafii
W skład dekanatu Szentendre wchodzą następujące parafie:
1. Parafia Świętego Krzyża w Budakalász
2. Parafia św. Stefana w Budakalász
3. Parafia św. Anny w Csobánka
4. Parafia św. Jana Nepomucena w Dunabogdány
5. Parafia w Kisoroszi
6. Parafia św. Anny w Leányfalu
7. Parafia św. Wita w Pilisborosjenő
8. Parafia Świętego Krzyża w Pilisszentkereszt
9. Parafia św. Władysława w Pilisszentlélek
10. Parafia św. Stefana w Pomáz
11. Parafia św. Jana Chrzciciela w Szentendre
12. Parafia św. Andrzeja w Szentendre-Izbég
13. Parafia Trójcy Przenajświętszej w Szigetmonostor
14. Parafia św. Stefana w Tahitótfalu
15. Parafia św. Jerzego w Üröm